# Одди, Сфорца
Сфорца дельи Одди (итал. Sforza degli Oddi; 1540, Перуджа — 1611, Парма) — итальянский юрист, поэт и драматург.

## Биография
Родился в знатной семье. Член литературной Академии в Перудже. Руководил юридическими школами в Мачерате, Павии и Пизе; позже был советником герцога Фарнезе и профессором университета в Парме.
В 1569 году занял кафедру юриспруденции в университете Перуджи.
Автор трёх прозаические пьес: «Erofilomachia» (Венеция, 1572), «I morti vivi» (Перуджа, 1576), «La prigione d’amore» (Флоренция, 1572). Произведения по своей структуре напоминают латинские комедии, однако характеризовались не типичными интригами комедий XVI века, а ощущением патетического и драматического, в целом больше подходящими для современной драмы. Написанные им работы были настолько пронизаны нравственностью чувств, что современник аббат Бернардино Пино да Кальи добавил хвалебную речь по поводу произведения в последующем издании «Эрофиломахии».
Поэтические произведения автора имели большой успех. Из юридических трудов его главные:
- «De compendiosa substitutione» (Перуджа, 1571),
- «De restitutione in integrum tractatus» (1584),
- «Consilia, Venezia, Lucantonio Giunta» (1593),
- «Tractatus de substitutionibus..» (1600),
- «De fideicommissis» (там же, 1622),
- «De restitutione in integrum» (Франкфурт, 1672).